# James Edward Budgett-Meakin
James Edward Budgett Meakin (8 août 1866 - 26 juin 1906) est un journaliste et historien britannique. Il a beaucoup écrit sur le Maroc et s'est préoccupé des conditions de travail des travailleurs au Royaume-Uni.

## Biographie
James Edward Budgett-Meakin naît à Ealing Park, à Londres, fils aîné d'Edward Ebenezer Meakin (1838–1897), planteur de thé à Almora, en Inde et plus tard journaliste, et de sa femme, Sarah Ann Budgett (1832–1906). Sa mère est la fille de Samuel Budgett (en) (1794–1851), un marchand méthodiste de Bristol. Il fait ses études secondaires au lycée de Reigate. 
Son père s'installe à Tanger, au Maroc, et y fonde, en juillet 1884, le premier journal de langue anglaise, le Times of Morocco. Le journal est d'abord publié mensuellement, et à partir de 1886 sur une base hebdomadaire. James rejoint son père au Maroc et commence à travailler au journal comme rédacteur en chef adjoint, et à partir de 1888 comme rédacteur en chef du journal,.
James est fasciné par le peuple et la culture du Maroc et peu de temps après son arrivée là-bas, il commence à écrire sur tout ce qu'il a vu et vécu. Il adopte des vêtements locaux, se donne le nom local de Tahar bel Mikki, et apprend les coutumes et l'arabe marocain. En 1891, à l'âge de 25 ans, il publie un dictionnaire anglais-arabe, An Introduction to the Arabic of Morocco.
Il retourne en Angleterre en 1895 dans la perspective de préparer un ouvrage sur le Maroc, mais ses demandes de financement de ses recherches sont rejetées, il indique plus tard que les éditeurs ne sont intéressés que par des textes « légers et pittoresques », tandis que la Royal Geographical ou la Scottish Geographical refusent de sponsoriser un voyage d'étude dans l'Atlas. Il repart seul au Maroc pendant un an, puis voyage une autre année en Afrique et en Asie (comme l'Ouzbékistan, l'Irak et plus à l'est - au Japon). Il se réinstalle de façon permanente en Angleterre en 1897 pour écrire et éditer ses livres, et se marie en 1900 avec Kate Alberta Helliwell qui contribue à l'activité éditoriale de son époux. 
Il publie trois livres sur le Maroc, qui établissent son autorité dans ce domaine : The Moorish Empire (1899), The Land of the Moors (1901), The Moors (1902). En 1905, il publie son quatrième livre sur le Maroc Life in Morocco, and Glimpses Beyond. Ce livre se compose d'articles et d'autres notes inédites. Il est également co-auteur, avec son épouse, de l'article sur le Maroc dans l'Encyclopædia Britannica de 1911.
Il reçoit l'ordre du Medjidie par le sultan de Turquie pour ses études sur l'islam en 1902 et 1904, selon une nécrologie de M. Budgett Meakin publiée dans la Chiswick Gazette le 6 juillet 1906.
En plus de ses livres et de son travail au Times of Morocco, ses articles sont publiés dans des journaux et des revues en Angleterre et aux États-Unis, notamment The Jewish Chronicle, The London Tribune, The Fortnightly Review. Ses livres et articles décrivent en détail la société marocaine, ses us et coutumes. 
Il s'intéresse aux réformes sociales en Angleterre, à la situation de la classe ouvrière et les conditions de vie dans les bidonvilles. En 1903, il enquête également sur les conditions de la classe ouvrière dans plusieurs villes des États-Unis et, en 1905, publie Model Factories and Villages. 
James Edward Budgett-Meakin meurt le 28 juin 1906 à l'âge de 39 ans et est enterré dans le côté est du cimetière de Highgate avec ses parents.

## Vie privée
James épouse Kate Alberta Helliwell le 6 juin 1900 et ils ont un fils, Denzil Edward Budgett-Meakin (1901–1974). Ils vivent à Hampstead, au nord de Londres et son Kate Meakin collabore largement à l'activité éditoriale de son époux. L'une de ses sœurs, Annette Meakin (en), voyageuse et écrivaine, est nommée membre d'honneur de la Société Goethe de Weimar pour son travail scientifique sur l'amitié de Goethe et Schiller, écrit en trois volumes. Sa mère et elle sont les premières Britanniques à traverser l'Asie dans le Transsibérien, expérience qu'elle relate dans son livre, The Ribbon of Iron. Sa sœur Ethilda Budgett Meakin Herford (1872–1956), est médecin, surintendante médicale du Victoria Hospital for Women à Calcutta de 1904 à 1907 puis médecin et psychanalyste en Angleterre. Elle dirige le British Hospital for Functional Nervous Disorders à Camden Town.

## Publications

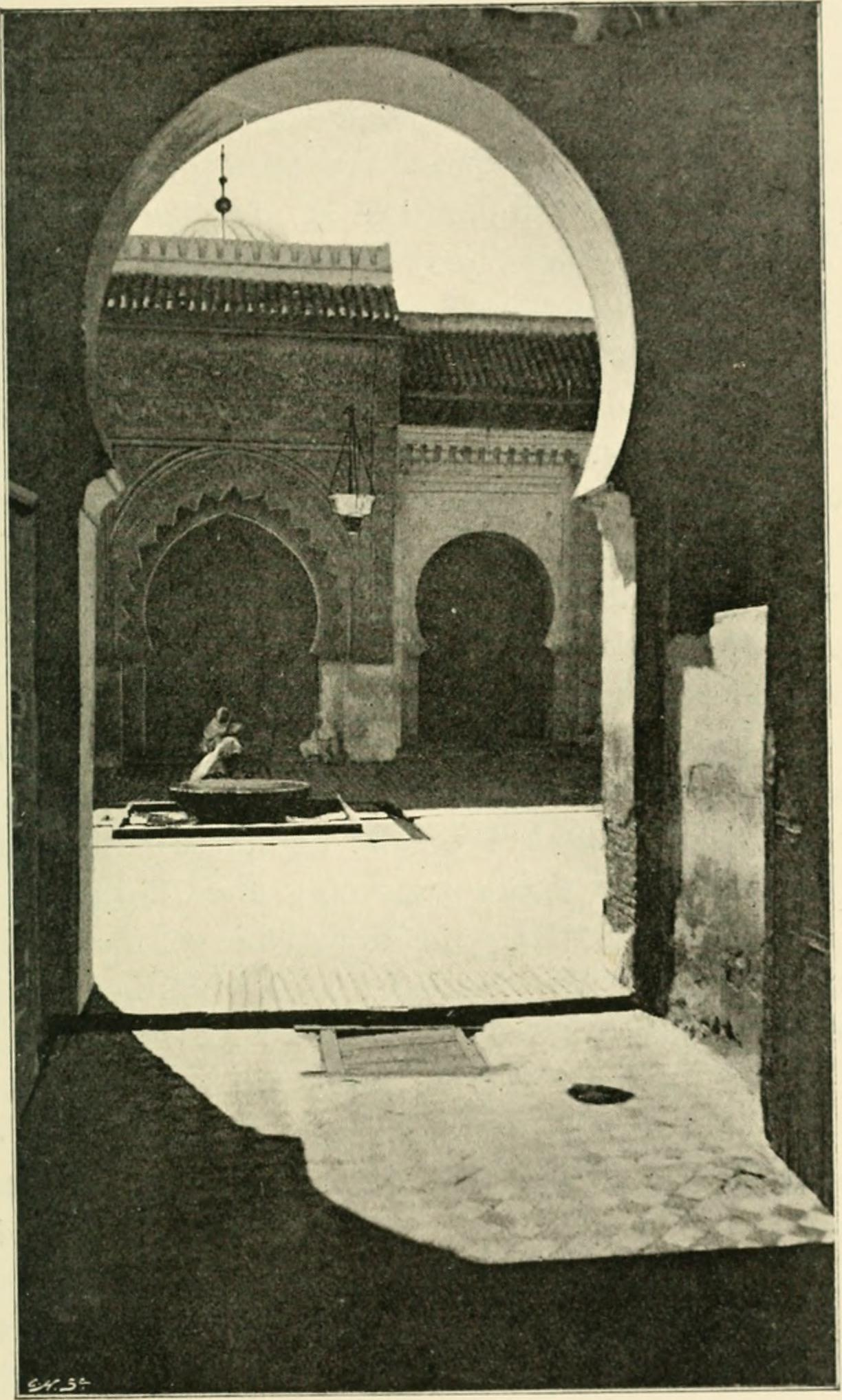
Photographie de RJ Moss dans The land of the Moors; a comprehensive description (1901).

- An Introduction to the Arabic of Morocco (1891) – dictionnaire anglais-arabe.
- The Moorish Empire; a Historical Epitome (1899).
- The Land of the Moors (1901).
- The Moors: A Comprehensive Description (1902).
- Life in Morocco and Glimpses Beyond (1905).
- Model Factories and Villages (1905).